# بيت غريفث بيندلي
{غريفث-بيندلي} منزل ذو ملكية تاريخية  يتضمن سجل المنزل من ساحة، حظيرة  وسقيفة.بني المنزل  في جاسبر، جورجيا. ولقد بني من قبل كالب «كال» غريفث  الثالث الذي ورث 110 فدان الممتلكات من والده كالب غريفث الثاني في عام 1877م. وهو مدرج في السجل الوطني للأماكن التاريخية في 16 أبريل / نيسان 2008م. وهو يقع في 2198 طريق كوف.